# Nerea
Nerea es un nombre propio femenino, de origen griego derivado del nombre masculino Nereo, cuya etimología proviene del griego ναω (náo), "fluir, nadar, navegar" ya que Νηρευς, -εως( Nereo, "el que fluye") es el primer dios de las aguas marinas (anterior, por lo tanto, a Poseidón, que pertenece a la dinastía olímpica). Nereo  se unió a Doris y las hijas de ambos fueron conocidas como Nereidas.[cita requerida]
En las lenguas más próximas al español, este nombre presenta una forma muy semejante.
Es un nombre propio femenino frecuentemente usado en el País Vasco, cuyo significado en euskera es 'mía'.

## Equivalencias en otros idiomas
| Chino          | 内雷亚 (nèi léi yà) |
| Japonés        | ネレア (Nerea)      |
| Español        | Nerea               |
| Griego antiguo | Νηρέας (Nireas)     |
| Griego moderno | Νηρέα (Nirea)       |
| Inglés         | Narice              |
| Árabe          | نيريا (Niria)       |
| Italiano       | Nerea (femenino)    |
| Polaco         | Nereusz (masculino) |
| Catalán        | Nerea               |
| Gallego        | Nerea               |
| Vasco          | Nerea               |

## Santoral
- Santa Nerea o Nera de Tolomei, (12 de mayo), hermana de San Bernardo Tolomei.
- San Nereo, (12 de Mayo).

## Personajes célebres
- Nerea Mujika (Durango, 13 de junio de 1960), profesora universitaria española y agente cultural en el ámbito vasco.
- Nerea Melgosa (Vitoria, 1970), política vasca del Partido Nacionalista Vasco (PNV).
- Nerea del Campo Aguirre (n. Éibar, 17 de junio de 1971), filóloga española.
- Nerea Calvillo (n. Madrid, 7 de marzo de 1973), arquitecta española.
- Nerea Torres (Madrid, abril de 1972), directiva y consejera española.
- Nerea Riesco (Bilbao, 31 de marzo de 1974), periodista y escritora española
- Nerea Garmendia (n. Beasáin, 29 de octubre de 1979), actriz española de teatro, cine y televisión.
- Nerea Barros (n. Galicia, 12 de mayo de 1981), actriz española de cine y televisión. Premio Goya a la actriz revelación.
- Nerea Pérez de las Heras (Madrid, 1982), periodista, humorista española.
- Nerea Ubieto, seudónimo de Nerea Pérez García (Zaragoza, 26 de junio de 1984), gestora cultural y crítica de arte española.
- Nerea Camacho (15 de mayo de 1996), actriz española, con 12 años y 261 días es la segunda actriz más joven en recibir un premio Goya.
- Nerea Rodríguez (n. Gavá, 7 de febrero de 1999), actriz y cantante española de teatro musical. Exconcursante del reality Operación Triunfo